# París-Roubaix 2002
La París-Roubaix 2002 fue disputada el 14 de abril de 2002. Fue ganada en solitario por el belga Johan Museeuw. En esta 100.ª edición el León de Flandes se impuso por tercera y última vez en su carrera.

## Clasificación final
| Posición | Ciclista         | Equipo      | Tiempo   |
| -------- | ---------------- | ----------- | -------- |
| 1        | Johan Museeuw    | Domo        | 6h39'08" |
| 2        | Steffen Wesemann | Telekom     | a 3'04"  |
| 3        | Tom Boonen       | US Postal   | a 3'08"  |
| 4        | Tristan Hoffman  | CSC-Tiscali | a 4'02"  |
| 5        | Lars Michaelsen  | Team Coast  | s.t.     |
| 6        | George Hincapie  | US Postal   | s.t.     |
| 7        | Thierry Gouvenou | BigMat      | s.t.     |
| 8        | Max van Heeswijk | Domo        | s.t.     |
| 9        | Nico Mattan      | Cofidis     | s.t.     |
| 10       | Enrico Cassani   | Domo        | s.t.     |